# Stricnină
Stricnina este un alcaloid foarte toxic extras din semințele arborelui tropical Strychnos nux-vomica. 

## Caracteristici
Stricnina se prezintă sub forma unor cristale greu solubile în apă, incolore, inodore și cu gust amar. Doza letală este de 60-100 mg la omul adult. Simptomele intoxicației apar de obicei la 60-90 de minute de la ingestie: gust amar în gură, anxietate, jenă respiratorie, hiperreflectivitate, convulsii cu extensia forțată a membrelor, iar în final moarte prin asfixie. Perioadele de crize convulsive apar la intervale de 25-30 de minute și durează 3-4 minute; după 3-4 perioade survine de obicei moartea. În caz intoxicație, trebuie realizată o liniște absolută în mediul intoxicatului, și să se administreze diazepam intravenos, cloralhidrat sau paraldehidă. La șoarece, pătrunderea stricninei în sânge sau administrarea intravenoasă produce moartea în decurs de câteva secunde.

## Utilizări
Stricnina se folosește ca rodenticid, iar în terapeutică se utilizează sulfatul de stricnină-tot mai rar, care are efect excitant asupra măduvei spinării prin blocarea receptorilor glicinici și este un analeptic respirator și circulator.